# Cheiloneurella indica
Cheiloneurella indica är en stekelart som beskrevs av Singh och Hayat 2005. Cheiloneurella indica ingår i släktet Cheiloneurella och familjen sköldlussteklar. Inga underarter finns listade i Catalogue of Life.